# Afrodite (Couperus)
Afrodite is een gedicht van Louis Couperus, later op muziek gezet door Rudolph Cort van der Linden.

## Geschiedenis
Het gedicht Afrodite werd geschreven door Louis Couperus (1863-1923) in oktober 1884 en verscheen voor het eerst in druk in De Nederlandsche Spectator in december van dat jaar. In 1886 werd het opgenomen in Couperus' bundel Orchideeën. Een bundel poëzie en proza.

### Uitgave
Rond 1930 zette de componist ir. R.A.D. Cort van der Linden (1886-1965) twee gedichten van Couperus op muziek. Het ene was Afrodite, het andere was Odalisken. Het eerste gedicht verscheen in een gedateerde uitgave in 1930 te Berchem (Antwerpen) bij "De Ring" en werd in Nederland verspreid door N.V. Boek- en kunstdrukkerij v/h Mouton & Co. te Den Haag. De partituur telt vijf genummerde pagina's.

## Thematiek
Het gedicht is een eerbetoon aan de Griekse godin Aphrodite. Net als veel andere vrouwen in de gedichten uit de bundel Orchideeën is zij eerder de belichaming van een verheven schoonheidsideaal dan een vrouw van vlees en bloed.